# Меленки (Диево-Городищенский сельский округ)
Меленки — деревня в Некрасовском районе Ярославской области. Входит в состав сельского поселения Красный Профинтерн.

## География
Находится в восточной части Ярославской области на расстоянии приблизительно 7 км на запад по прямой от административного центра района поселка Некрасовское в левобережной части района.

## История
Деревня была отмечена еще на карте 1798 года. В 1859 году здесь (деревня Ярославского уезда Ярославской губернии) было учтено 5 дворов, в 1898 — 12.

## Население
Численность населения: 45 человек (1859 год), 7 (русские 86 %) в 2002 году, 10 в 2010.